# Гірка ягода
«Гірка ягода» («Аччик данак») — радянський фільм 1975 року, знятий на кіностудії «Узбекфільм» режисером Камарою Камаловою.

## Сюжет
Літо, канікули, мрійлива та довірлива дівчинка Наргіз у свої 13 років відчуває і першу закоханість, і перші розчарування. Дев'ятирічна Лалі пристрасно наслідує в усьому свою старшу подругу, надмірно прив'язливе слідує всюди за нею, заважаючи залишитися на самоті й водночас рятуючи від неї.

## В ролях
- Ш. Гафурова — Наргиз
- Шахноза Бурханова — Лалі
- Бехзод Хамраєв — Еркін
- Баба Аннанов — батько Лалі
- Антоніна Рустамова — мати Лалі
- Манзура Рахімходжаєва — анзура
- М. Сахібова — Иззатик
- Зухрітдін Режаметов — Сабір
- Айбек Нарзуллаєв — Тула
- Вохобжон Азімов — Вова
- Улугбек Джамалов — Анвар
- Сайд Алієва — бабуся
- Назіра Алієва — бабуся Наргіз

## Знімальна група
- Режисер — Камара Камалова
- Сценарист — Ярослав Філіппов
- Оператор — Олександр Панн
- Композитор — Руміль Вільданов

## Про фільм
Це дебютний фільм режисером Камари Камалової, хоча вона закінчила ВДІК (майстерня Лева Кулєшова) ще 1964 року, але до цього фільму виступала як режисер мультфільмів. Фільм отримав низку нагород, зокрема був відзначений спеціальним дипломом журі на X Московському міжнародному кінофестивалі з формулюванням:
«'за глибоке проникнення в емоційний світ дитини та за успішний дебют в ігровому художньому фільмі»
Фільм входить до Золотого фонду узбецького кінематографа, увійшов до збірки з десяти найкращих узбецьких фільмів «Олтін туплам» («Золота збірка») виданої «Узбекіно».
У 2020 році фільм, що зберігався в Держфільмофонді Росії, був оцифрований.

## Фестивалі і нагороди
- 1977 — X Московський міжнародний кінофестиваль — Спеціальний диплом журі з розділу дитячих фільмів
- 1977 — II Каїрський міжнародний кінофестиваль (Єгипет) — Приз «Срібна Нефертіті»
- 1983 — Премія Ленінського комсомолу режисеру Камаре Камаловій (за фільми «Гірка ягода», «Чуже щастя», «Завтра вийдеш?»)